# Grattai Mountain
Grattai Mountain är ett berg i Australien. Det ligger i regionen Narrabri och delstaten New South Wales, i den sydöstra delen av landet, omkring 430 kilometer norr om delstatshuvudstaden Sydney. Toppen på Grattai Mountain är 1 412 meter över havet, eller 760 meter över den omgivande terrängen. Bredden vid basen är 9,8 km. Grattai Mountain ingår i Nandewar Range.
Grattai Mountain är den högsta punkten i trakten. Trakten runt Grattai Mountain är nära nog obefolkad, med mindre än två invånare per kvadratkilometer.. 
I omgivningarna runt Grattai Mountain växer huvudsakligen savannskog. Genomsnittlig årsnederbörd är 762 millimeter. Den regnigaste månaden är januari, med i genomsnitt 126 mm nederbörd, och den torraste är oktober, med 18 mm nederbörd.